# Mouvement Gen
 (février 2025).
Motif : Où sont les sources secondaires démontrant l'admissibilité selon les WP:CAA ?
- Archive Wikiwix
- Bing
- Cairn
- DuckDuckGo
- E. Universalis
- Gallica
- Google
- G. Books
- G. News
- G. Scholar
- Persée
- Qwant
- (zh) Baidu
- (ru) Yandex
- (wd) trouver des œuvres sur Wikidata

| 1. | Préciser le motif de la pose du bandeau. | Précisez le motif de la pose du bandeau en utilisant la syntaxe suivante : {{admissibilité à vérifier\|date=juin 2025\|motif=remplacez ce texte par le motif}}                     |
| 2. | Informer les utilisateurs concernés.     | Pensez à avertir le créateur de l'article, par exemple, en insérant le code ci-dessous sur sa page de discussion : {{subst:avertissement admissibilité à vérifier\|Mouvement Gen}} |

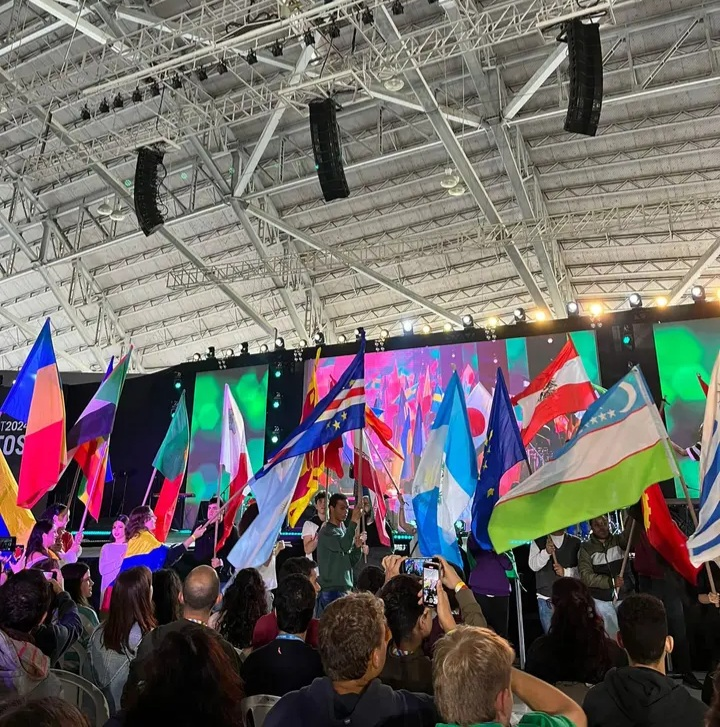
Les jeunes du mouvement Gen au rassemblement mondial, connu sous le nom de GenFest

Le Mouvement Gen (Nouvelle Génération) est l’expression juvénile du Mouvement des Focolari, né dans la mobilisation mondial des jeunes de la fin des années 1960, et aujourd’hui présent dans plus d’une centaine de pays. Fondée sur les idéaux d'unité et de fraternité universelle, elle a été fondée officieusement par Chiara Lubich le 15 mars 1967 avec la publication de la revue du même nom « Gen ». Né comme mouvement catholique laïc, il comporte encore une large composante catholique mais possède des liens forts et des membres d'autres confessions chrétiennes, d'autres religions et des non-croyants.

## Le Mouvement
Le terme « Gen » a été créé pour exprimer et résumer son identité : il signifie « Nouvelle Génération », car il incarne la jeunesse et porte en lui les innovations de l’avenir. Le mouvement comporte les jeunes (génération 2, plus ou moins considérée avec la période universitaire, jusqu'à 30 ans), adolescents (génération 3, plus ou moins considérée entre le collège et le lycée) et les enfants (génération 4 plus ou moins dans la tranche d'âge de l'école primaire). Chiara Lubich a fondé le mouvement impulsé par la deuxième génération du mouvement des Focolari (c'est-à-dire celle née immédiatement après la Seconde Guerre mondiale) pour pouvoir vivre l'Idéal en tant que jeunes. Chiara elle-même a ouvert la première édition du magazine «Gen».
Le mouvement, initialement composé de jeunes de 15 à 30 ans, s'est développé très rapidement au sein du protestation mondial des jeunes, caractérisé par son appel à une révolution différente de celles autoritaires, anarchistes ou communistes. Le fondateur du Mouvement des Focolari a travaillé en étroite collaboration avec les jeunes du Mouvement Gen au début de 1968 avec un double objectif : unir les jeunes qui gravitaient autour du Mouvement des Focolari, avides d'une « révolution » comme leurs pairs, et de transmettre le témoignage que Lubich, 23 ans, avait choisi comme vocation : « Que tous soient un ». De l'adhésion de milliers de jeunes du monde entier à ce programme, en peu de temps, est née celle que l'on appelle la « nouvelle Génération » du Mouvement des Focolari : les « Gen ».
La proximité de Chiara avec un grand nombre de jeunes, à travers des échanges épistolaires et des dialogues chaque fois que possible, a permis à l’expression juvénile du Mouvement des Focolari de rester étroitement liée à la dimension adulte, évitant ainsi les fragmentations observées dans d'autres réalités de l'époque. De cette relation de confiance se sont également regroupés dans les années 70 les lycéens et les collégiens, en créant d'abord la gen3 (littéralement la troisième génération du Mouvement des Focolari), puis en intégrant également les enfants sous le nom de gen4 et gen5. Étant une vocation déterminée dans une tranche d'âge, depuis la génération d'après-guerre aux suivantes, un passage continu du « témoin » caractérise la vie du Mouvement Gen. L'augmentation du nombre de membres dans les années 80 et 90 a attiré des dizaines de milliers de jeunes du monde entier, dont la bienheureuse Chiara « Luce » Badano. Afin de transmettre l'Idéal à ceux qui en partageaient l'esprit sans pour autant y adhérer pleinement, les Gen sont progressivement devenus les animateurs du vaste Mouvement « Jeunesse pour un Monde Uni », officieusement créé en 1985, qui vise à influencer la sphère sociale promouvant les principes d’unité, de paix et de fraternité universelle. De l'expérience Gen sont nés les groupes internationaux Gen Rosso et Gen Verde (it), dont le siège est à Loppiano.
Les membres du mouvement, simplement appelés gen, sont formés lors de congrès locaux et internationaux. Périodiquement, à la lumière de l'appel à l'unité et à la fraternité universelle, des congrès locaux et internationaux et des événements mondiaux sont organisés pour tous les groupes d'âge, notamment pour les jeunes, l'événement principal étant le Genfest (Gen Festival), qui dans les premières éditions avait eu lieu à l’occasion des premières Journées mondiales de la jeunesse.